# 이용호 (1933년)
이용호(李龍鎬, 1933년 10월 19일~2015년 3월 13일)는 대한민국의 기업인, 정치인이다. 제11·12대 국회의원이다. 본관은 양성(陽城), 호는 오헌(梧軒).

## 학력
- 중앙고등학교 졸업
- 서울대학교 상학 학사

## 생애
1933년 10월 19일 경기도 파주군 천현면 법원리에서 아버지 이규삼(李圭三, 1905. 1. 23 ~ 1970. 11. 16)과 어머니 전주 이씨 이한의(李漢誼, 1902. 4. 4 ~ 1986. 9. 21) 사이의 1남 2녀 중 외아들로 태어났다. 출생 이후 5촌 당숙인 이규복(李圭復, 1899. 4. 18 ~ 1921. 4. 18)에 입양되었다. 파주천현초등학교와 중앙중학교, 중앙고등학교, 서울대학교 상과대학 상학과를 졸업하고, 파주 율곡중학교, 율곡고등학교 교사로 일했다.
1960년대 조광무역주식회사 상무이사를 역임하다가 의류 수출 회사인 협진양행(協進洋行)을 설립해 대표이사가 되었다.
1981년, 제11대 국회의원 선거에서 민주정의당 후보로 경기도 파주군-고양군 선거구에 출마하여 민주한국당 이영준 후보와 동반 당선되었다.
1984년, 권익현 민주정의당 대표최고위원 임명에 따른 후속 당직 개편으로 민주정의당 경기도지부 위원장에 임명되었다.
1985년, 제12대 국회의원 선거에서 민주정의당 후보로 같은 선거구에 출마하여 민주한국당 이영준 후보와 동반 당선되었다. 같은 해 노태우 민주정의당 대표최고위원 임명에 따른 후속 당직 개편으로 민주정의당 재정위원장에 임명되었고, 1986년 8월까지 역임하였다.
2015년 3월 13일 숙환으로 별세하였다. 향년 81세.

## 경력
- 조광무역주식회사 상무이사
- 협진양행 대표이사
- 한일산업 회장
- 군터 폰 하겐스 인체의신비전 명예관장
- 한일산업 명예회장
- 제11대 국회의원(민주정의당)
- 제12대 국회의원(민주정의당)

## 역대 선거 결과
|  | 40.89% |

|  | 36.43% |

|  | 41.47% |